# Dance a Little Light
| Recensione | Giudizio |
| ---------- | -------- |
| AllMusic   |          |

Dance a Little Light è il secondo album discografico solistico di Richie Furay, pubblicato dalla casa discografica Asylum Records nel 1978.

## Tracce

### LP
Lato A
1. It's Your Love – 3:50 (Richie Furay, Virgil Beckham)
2. Your Friends – 2:45 (Henry Booth)
3. Ooh Dreamer – 5:06 (Richie Furay, David Diggs, Virgil Beckham)
4. Yesterday's Gone – 3:13 (Richie Furay, Virgil Beckham)
5. Someone Who Cares – 3:50 (Richie Furay, Tom Stipe)

Lato B
1. Dance a Little Light – 2:55 (Richie Furay, David Diggs)
2. This Magic Moment – 3:06 (Doc Pomus, Mort Shuman)
3. Bittersweet Love – 3:45 (Richie Furay)
4. You Better Believe It – 2:55 (Richie Furay, Tom Stipe)
5. Stand Your Guard – 8:10 (Richie Furay)

## Musicisti
- Richie Furay - voce solista, chitarra acustica, chitarra elettrica, chitarra ritmica, armonie vocali
- Richie Furay - cori (eccetto nel brano: Bittersweet Love)
- Richie Furay - chitarra solista (brano: Someone Who Cares)
- Virgil Beckham - chitarra solista, armonie vocali
- Virgil Beckham - cori (eccetto brani: This Magic Moment, Bittersweet Love e You Better Believe It)
- Virgil Beckham - chitarra elettrica (brano: Stand Your Guard)
- Jim Messina - chitarra solo (brano: Ooh Dreamer)
- Rusty Young - dobro acustico, chitarra pedal steel, chitarra elettrica slide (brano: Stand Your Guard)
- Al Perkins - chitarra acustica, chitarra pull-string Telecaster, chitarra pedal steel (brano: Stand Your Guard)
- John Mehler - batteria
- Billy Batstone - basso
- Gabriel Katona - tastiere
- David Diggs - arrangiamento e conduzione strumenti ad arco e strumenti a fiato
- George Poole - concert master
- Jim Horn - sassofono
- Jim Horn - sassofono solo (brano: Bittersweet Love)
- Jim Coile - sassofono (brano: Yesterday's Gone)
- Tom Kubis - sassofono, sassofono soprano solo (brano: Yesterday's Gone)
- Jack Redman - trombone
- Chuck Findley - tromba, flicorno
- Steve Madaio - tromba, flicorno
- Timothy B. Schmit - cori (brani: It's Your Love, Your Friends, Ooh Dreamer, Yesterday's Gone, Bittersweet Love, You Better Believe It e Stand Your Guard)
- Jim Mason - cowbell e battito delle mani (handclaps) (brano: Your Friends)
- Victor Feldman - congas (brani: It's Your Love e Your Friends)
- Victor Feldman - vibrafono (brano: Bittersweet Love)
- David Cassidy - cori (brani: Your Friends, Yesterday's Gone e Stand Your Guard)
- Ed Cobb - cori (brano: This Magic Moment)
- George Grantham - cori (brano: Bittersweet Love)
- Alex MacDougall - shaker (brano: This Magic Moment)

Note aggiuntive
- Jim Mason - produttore (per la Free Flow Productions)
- Registrazioni effettuate al Davlen Sound Studios, Producers Workshop ed al Wally Heider Recording di Los Angeles, California
- Eric Prestidge - ingegnere delle registrazioni
- Dave Ruffo, Lon Neuman, Chris Desmond, Skip Cottrell, Leonard Kovner, Rick Hart, Ralph Osborn e Eric Feldman - assistenti ingegnere delle registrazioni
- Mixato al Producers Workshop di Los Angeles, California
- Eric Prestidge - ingegnere del mixaggio
- Bill Gazecki, Rick Hart, Dave LaBarre - assistenti ingegnere del mixaggio
- Mastering effettuato al The Mastering Lab da Doug Sax
- Johnny Lee - design copertina album originale
- Henry Diltz - fotografia copertina frontale album originale
- Scott Lockwood - fotografie retrocopertina album originale
- Management: Larry Larson Associates, Inc. Los Angeles
- Road Manager: Steve Bugs Giglio[1]